# أبريليا (شركة)

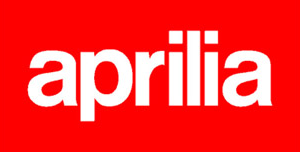

أبريليا هي شركة للدراجات النارية الإيطالية وواحدة من سبع أنواع تملكها بياجيو رابع أكبر مصنع للدراجات النارية.
بدأت أبريليا كشركة مصنعة للدراجات، ولكنها أصبحت تعرف مؤخراً بدراجاتها الحائزة على الألقاب. تعرف أيضاً بالرائدة 1000 سم مكعب سوبربايك الخامس المزدوج، ور.س.في ميل وآخر في.4 المبنية على ر.س.في 4.